# Верхнезаморское
Верхнезамо́рское (до 1948 года Замо́рск; укр. Верхньозаморське, крымскотат. Verhnezamorskoye, Верхнезаморское) — село, расположенное на территории Ленинского района (Автономной) Республики Крым в составе Белинского сельского поселения (Белинского сельсовета).

## Население
| 2001 | 2014 |
| ---- | ---- |
| 100  | ↘86  |

Всеукраинская перепись 2001 года показала следующее распределение по носителям языка
| Язык             | Процент |
| ---------------- | ------- |
| русский          | 71      |
| крымскотатарский | 18      |
| украинский       | 10      |

### Динамика численности
| - 1864 год — 49 чел. - 1889 год — 30 чел. - 1892 год — 33 чел. - 1902 год — 34 чел. - 1915 год — 0/50 чел. | - 1926 год — 68 чел. - 1989 год — 81 чел. - 2001 год — 100 чел. - 2009 год — 78 чел. - 2014 год — 86 чел. |

## Современное состояние
На 2017 год в Верхнезаморском числится 5 улиц; на 2009 год, по данным сельсовета, село занимало площадь 46,3 гектара на которой, в 50 дворах, проживало 78 человек.

## География
Верхнезаморское расположено на севере района и Керченского полуострова на верхней террасе Казантипского залива Азовского моря, на восточном склоне балки Глубокая, высота центра села над уровнем моря 41 м. Находится примерно в 28 километрах (по шоссе) на северо-восток от районного центра Ленино, ближайшая железнодорожная станция Пресноводная (на линии Джанкой — Керчь) — около 1,5 километров. Транспортное сообщение осуществляется по региональной автодороге 35Н-338 от шоссе «граница с Украиной — Джанкой — Феодосия — Керчь» до Золотого (по украинской классификации — С-0-10831).

## История
Впервые в доступных источниках селение, как хутор Котляревского, встречается на карте 1836 года, на которой в деревне указано 15 дворов. На карте 1842 года хутор Котляревского обозначен условным знаком «малая деревня», то есть, менее 5 дворов. Исследователи считают, что название было картографами дано по фамилии владельца хутора генерал Котляревского. Якобы, им же дано название Заморск (Заморская) из-за расположения владения «за морем» относительно родового имения Котляревских в селе Александрове возле Бахмута.
В 1860-х годах, после земской реформы Александра II, деревню приписали к Сарайминской волости. Согласно «Списку населённых мест Таврической губернии по сведениям 1864 года», составленному по результатам VIII ревизии 1864 года, Заморская — владельческая русская деревня с 8 дворами и 49 жителями близ морскаго берега. На трёхверстовой карте 1865—1876 года в деревне Заморск обозначено 8 дворов (также обозначен хутор Котляревского без указания числа дворов).
По «Памятной книге Таврической губернии 1889 года», по результатам Х ревизии 1887 года, в деревне Заморск, уже Петровской волости, числилось 4 двора и 30 жителей. По «…Памятной книжке Таврической губернии на 1892 год» на хуторе Заморская, входившем в Ново-Николаевское сельское общество, числилось 33 жителя в 5 домохозяйствах. На верстовой карте Крыма 1896 года в селении обозначено 5 дворов с немецко-русским населением. По «…Памятной книжке Таврической губернии на 1902 год» на хуторе Заморск, входившем в Ново-Николаевское сельское общество, числилось 34 жителя в 6 домохозяйствах. По Статистическому справочнику Таврической губернии. Ч.II-я. Статистический очерк, выпуск пятый Феодосийский уезд, 1915 год, на хуторе Заморск (Ивановой А. С.) Петровской волости Феодосийского уезда числился 1 двор с русским населением в количестве 50 человек только «посторонних» жителей, из которых 35 мужчин и 15 женщин. При хуторе числилось 1845 десятин удобной земли. В хозяйстве имелось 60 лошадей, 60 волов, 18 коров и 1500 голов овец, свиней, или коз.
После установления в Крыму Советской власти, по постановлению Крымревкома, 25 декабря 1920 года был образован Керченский (степной) уезд, а, постановлением ревкома № 206 «Об изменении административных границ» от 8 января 1921 года была упразднена волостная система и село вошло в состав Петровского района Керченского уезда, а в 1922 году уезды получили название округов. 11 октября 1923 года, согласно постановлению ВЦИК, в административное деление Крымской АССР были внесены изменения, в результате которых округа были отменены, Керченский округ слили с Феодосийским, Петровский район упразднили, влив в Керченский район. Согласно Списку населённых пунктов Крымской АССР по Всесоюзной переписи 17 декабря 1926 года, в селе Заморск Новониколаевского сельсовета Керченского района имелось 14 дворов, из них 12 крестьянских, население составляло 68 человек (по 34 мужчины и женщины). В национальном отношении учтено 9 русских и 59 украинцев. Постановлением ВЦИК «О реорганизации сети районов Крымской АССР» от 30 октября 1930 года (по другим сведениям 15 сентября 1931 года) Керченский район упразднили и село включили в состав Ленинского, а, с образованием в 1935 году Маяк-Салынского района (переименованного 14 декабря 1944 года в Приморский) — в состав нового района. На километровой карте Генштаба Красной армии 1941 года в Заморске указано 20 дворов.
После освобождения Крыма от фашистов, 12 августа 1944 года было принято постановление № ГОКО-6372с «О переселении колхозников в районы Крыма» и в сентябре того же года в район приехали первые новоселы 204 семьи из Тамбовской области, а в начале 1950-х годов последовала вторая волна переселенцев из различных областей Украины. С 25 июня 1946 года в составе Крымской области РСФСР. Указом Президиума Верховного Совета РСФСР от 18 мая 1948 года, Заморск переименовали в Верхне-Заморское. 26 апреля 1954 года Крымская область была передана из состава РСФСР в состав УССР. Время включения в Белинский сельсовет пока не установлено: на 15 июня 1960 года село уже числилось в его составе. Указом Президиума Верховного Совета УССР «Об укрупнении сельских районов Крымской области», от 30 декабря 1962 года Приморский район был упразднён и вновь село присоединили к Ленинскому. По данным переписи 1989 года в селе проживал 81 человек. С 12 февраля 1991 года село в восстановленной Крымской АССР, 26 февраля 1992 года переименованной в Автономную Республику Крым. С 21 марта 2014 года в составе Крыма аннексировано Россией.